# Десета прилепска дружина
Десета прилепска дружина е военна част от Македоно-одринското опълчение. Формирана е на 16 октомври 1912 година от пловдивските македоно-одрински опълченци и емигранти от Америка под ръководството на подпоручик Лало Вутов. На 22 октомври командването е поето от капитан Владимир Везенков. Четвърта рота от дружината е прехвърлена към Единадесета сярска дружина, а вместо нея през май 1913 година е включен отрядът на подпоручик Никола Лефтеров. Дружината е разформирана на 12 септември 1913 година.

## Команден състав
- Командир на дружината: Капитан Петър Петров
- Адютант: Димитър Кръстин
- 1-ва рота: Подпоручик Лало Вутов
- 2-ра рота Поручик Александър Мгебров
- 3-та рота: Подпоручик Георги Лилов
- 4-та рота: Подпоручик Никола Лефтеров
- Ковчежник: Велко Думев
- Младши офицери: Подпоручик Карекин Нъждех
- Офицерски кандидат Никола Димитров[1]

## Известни доброволци
- Анто Колев
- Владимир Карамфилов
- Георги Ачков
- Димитър Точков
- Йордан Гюрков
- Йосиф Иванов
- Кръстьо Станчев
- Николай Райнов
- Рали Инджев
- Стефан Кондаков
- Стоян Райнов
- Ташко Костов
- Христо Абрашев
- Янко Арсов